# Bregmaceros bathymaster
Bregmaceros bathymaster är en fiskart som beskrevs av Jordan och Bollman, 1890. Bregmaceros bathymaster ingår i släktet Bregmaceros och familjen Bregmacerotidae. IUCN kategoriserar arten globalt som livskraftig. Inga underarter finns listade.